# مدار ۴۲ درجه جنوبی

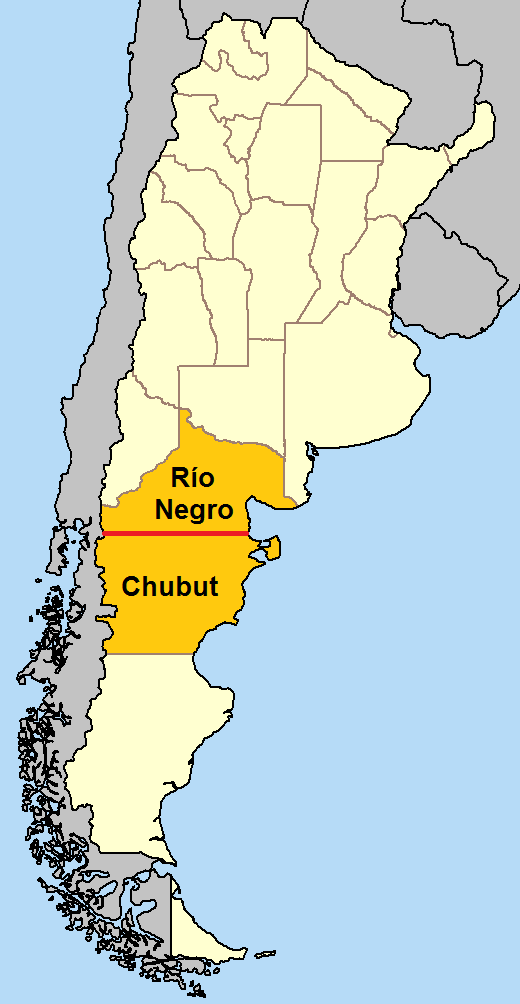
محل گذر مدار ۴۲ درجه جنوبی (خط قرمز) از داخل خاک آرژانتین

مدار ۴۲ درجه جنوبی، دایره‌ای از عرض جغرافیایی است که در ۴۲ درجهٔ جنوبی خط استوا  قرار دارد.

## گذر از مناطق
از نصف‌النهار مبدأ شروع می‌شود و به سمت مشرق ۴۲ درجه جنوبی از موارد زیر گذر می‌کند:
| مختصات‌ها                                             | کشور، قلمرو یا دریا | توضیحات                                                              |
| ---------------------------------------------------- | ------------------- | -------------------------------------------------------------------- |
| ۴۲°۰′ جنوبی ۰°۰′ شرقی / ۴۲٫۰۰۰°جنوبی ۰٫۰۰۰°شرقی      | اقیانوس اطلس        |                                                                      |
| ۴۲°۰′ جنوبی ۲۰°۰′ شرقی / ۴۲٫۰۰۰°جنوبی ۲۰٫۰۰۰°شرقی    | اقیانوس هند         |                                                                      |
| ۴۲°۰′ جنوبی ۱۴۵°۱۳′ شرقی / ۴۲٫۰۰۰°جنوبی ۱۴۵٫۲۱۷°شرقی | استرالیا            | تاسمانی                                                              |
| ۴۲°۰′ جنوبی ۱۴۸°۱۷′ شرقی / ۴۲٫۰۰۰°جنوبی ۱۴۸٫۲۸۳°شرقی | اقیانوس آرام        | دریای تاسمان                                                         |
| ۴۲°۰′ جنوبی ۱۷۱°۲۳′ شرقی / ۴۲٫۰۰۰°جنوبی ۱۷۱٫۳۸۳°شرقی | نیوزیلند            | جزیره جنوبی                                                          |
| ۴۲°۰′ جنوبی ۱۷۴°۰′ شرقی / ۴۲٫۰۰۰°جنوبی ۱۷۴٫۰۰۰°شرقی  | اقیانوس آرام        |                                                                      |
| ۴۲°۰′ جنوبی ۷۴°۳′ غربی / ۴۲٫۰۰۰°جنوبی ۷۴٫۰۵۰°غربی    | شیلی                | جزیره شیلوئه                                                         |
| ۴۲°۰′ جنوبی ۷۳°۳۰′ غربی / ۴۲٫۰۰۰°جنوبی ۷۳٫۵۰۰°غربی   | Gulf of Ancud       |                                                                      |
| ۴۲°۰′ جنوبی ۷۲°۴۴′ غربی / ۴۲٫۰۰۰°جنوبی ۷۲٫۷۳۳°غربی   | شیلی                |                                                                      |
| ۴۲°۰′ جنوبی ۷۱°۴۶′ غربی / ۴۲٫۰۰۰°جنوبی ۷۱٫۷۶۷°غربی   | آرژانتین            | The parallel defines the border between ایالت ریو نگرو و ایالت چوبوت |
| ۴۲°۰′ جنوبی ۶۵°۴′ غربی / ۴۲٫۰۰۰°جنوبی ۶۵٫۰۶۷°غربی    | اقیانوس اطلس        |                                                                      |